# Liste des maires de Mende (Lozère)
Cet article dresse une liste par ordre de mandat des maires de Mende.

## Liste des maires
| Période         | Période        | Identité                                                | Étiquette | Qualité |
| --------------- | -------------- | ------------------------------------------------------- | --------- | --- |
| 1693            | 1695           | Charles Bardon de Chabannes                             |           | Maire perpétuel Seigneur de Chabannes |
| 1712            | [[]]           | Pierre Blanquet                                         |           | Maire |
| 1790            | 1790           | Joseph Domergue de Beauregard                           |           | |
| 1790            | 1792           | Alexandre Claude Joseph Jourdan de Combette (maire)     |           | |
| 1792            | 1796           | Joseph Bonnel (maire)                                   |           | |
| 1796            | 1800           | Alexandre Boutin (président)                            |           | |
| 1800            | 1805           | Joseph Domergue de Beauregard (maire)                   |           | |
| 1803            | 1806           | Joseph-Louis Levrault                                   |           | |
| 1806            | 1815           | Paul Antoine Rivière de Larque                          |           | |
| 1815            | 1825           | Jean-Baptiste François de Florit de la Tour de Clamouse |           | |
| 1825            | 1830           | Pierre Hyacinthe Gabriel Guyot                          |           | |
| 1830            | 1832           | Pierre Louis Charpentier                                |           | |
| 1832            | 1843           | Jules André Borelli de Serres                           |           | |
| 1843            | 1848           | Marie Charles Odilon Laurans Monteil de Charpal         |           | |
| 1848            | 1852           | Pierre Alexandre Bécamel                                |           | Avoué |
| 1852            | 1863           | Jean-Baptiste Marcel Bergounhe                          |           | |
| 1863            | 1864           | Joseph Léon Pantel (provisoirement)                     |           | |
| 1864            | 1867           | Pierre Alexandre Bécamel                                |           | Conseiller d'arrondissement |
| 1867            | 1869           | Frédéric Paradan                                        |           | |
| 1869            | 1871           | Fernand Barbot                                          |           | |
| 1871            | 1873           | Marie Henri Antoine Privat Bourrillon (démissionnaire)  |           | |
| 1873            | 1874           | Jean Basptiste Sylvestre Martinet (premier adjoint)     |           | |
| 1874            | 1874           | Jean Basptiste Sylvestre Martinet (décédé)              |           | |
| 1874            | 1875           | Henri Second (premier adjoint)                          |           | |
| 1875            | 1878           | Henri Second                                            |           | |
| 1878            | 1881           | Marie Henri Antoine Privat Bourrillon                   |           | |
| 2 décembre 1881 | 1882           | Paul Favet (démissionnaire)                             |           | |
| 1881            | 1882           | Charles Chevalier (adjoint)                             |           | |
| 1882            | 16 avril 1883  | Jules André (décédé)                                    |           | |
| 1883            | mai 1884       | Charles Chevalier (adjoint)                             |           | |
| 1884            | 1888           | Louis Jourdan                                           |           | Avocat |
| 1888            | 1893           | Xavier Bourrillon                                       |           | Industriel |
| 1893            | 1900           | Lucien Arnault                                          |           | Propriétaire |
| 1900            | 1904           | Henri Balmelle                                          |           | Avoué |
| 1904            | 1908           | Ernest Malafosse                                        |           | Avoué |
| 1908            | 1918           | Émile Joly                                              |           | Avoué |
| décembre 1918   | décembre 1919  | Augustin Pagès (Premier conseiller)                     |           | |
| 1919            | 1928           | Paulin Daudé-Gleize                                     |           | Avocat, Journalisté |
| 1928            | 1929           | Henri Balmelle                                          |           | Avoué |
| 1929            | 1941           | Henri Bourrillon                                        |           | Avocat |
| 1941            | 1943           | Antoine Amblard                                         |           | |
| 1943            | 1944           | Auguste Bon                                             |           | |
| 29 avril 1945   | 6 février 1956 | Jean Mazel (démissionnaire)                             |           | Avoué |
| 1956            | 1971           | René Estoup                                             |           | Employé EDF à la retraite |
| 1971            | 1977           | Henri Trémolet de Villers                               | CNIP      | Avocat |
| mars 1977       | 1983           | Pierre Couderc                                          | RI        | Médecin |
| 14 mars 1983    | 2008           | Jean-Jacques Delmas                                     | DVD       | Médecin |
| mars 2008       | 10 mai 2016,   | Alain Bertrand                                          | PS        | Inspecteur des domaines Conseiller régional du Languedoc-Roussillon (1998 → 2011) Sénateur de la Lozère (2011 et 2012 → ) Président de la CC Cœur de Lozère ( → 2016) 5e adjoint au maire (2016 → ) |
| 10 mai 2016,    | 22 août 2024   | Laurent Suau                                            | LREM      | Conseiller départemental de Mende-1 (2015 → ) Président de la CC Cœur de Lozère (2016 → ) |
| 22 août 2024    | En cours       | Régine Bourgade                                         | MoDem     | Conseillère départementale de Mende-1 (2015 → ) |